# نادي كوليون
نادي كوليون هو نادي كرة قدم أوروغواني أٌسس عام 1907. يلعب النادي في Uruguayan Segunda División Amateur ‏.